# Командный чемпионат Европы по шахматам

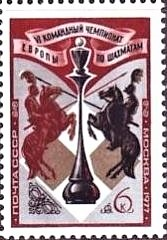
Почтовая марка СССР, 1977. VI чемпионат Европы по шахматам

Командный чемпионат Европы по шахматам — соревнование лучших шахматных сборных стран Европы, проводимое ФИДЕ с 1957 года. Изначально предполагалось, что турнир будет проводиться раз в 4 года, но в дальнейшем сроки его проведения неоднократно сдвигались, а с 1997 года он стал стабильно проводиться один раз в два года. Регламент проведения чемпионата также неоднократно менялся. Первые восемь турниров проводились в два этапа. Сначала команды соревновались в подгруппах, а потом лучшие из них проводили финальный круговой турнир. С 1989 года чемпионаты проводятся в один этап по швейцарской системе. Количество досок, на которых проводились матчи, постепенно сокращалось. Во время первых четырёх чемпионатов матчи проходили на десяти досках, с 1973 года — на восьми, в 1989 году — на шести, с 1992 года — на четырёх. К участию допускаются команды и неевропейских стран, при условии включения их в любую европейскую (или средиземноморскую) континентальную зону ФИДЕ.
С 1992 года проводятся женские командные чемпионаты Европы. Все женские турниры проводились по швейцарской системе в 9 туров. Во время первых пяти чемпионатов матчи проводились на двух досках, с 2005 года проходятся на четырёх.

## Медалисты

### Мужчины
| Год  | Место проведения                   | Золото | Серебро | Бронза |
| 1957 | Вена Австрия Подробности           | СССР Василий Смыслов Пауль Керес Давид Бронштейн Михаил Таль Борис Спасский Тигран Петросян Марк Тайманов Виктор Корчной Александр Толуш Исаак Болеславский Юрий Авербах Лев Аронин            | Югославия Светозар Глигорич Александр Матанович Борислав Ивков Петар Трифунович Андрия Фудерер Никола Караклаич Сречко Неделькович Борислав Милич Марио Берток Браслав Рабар Божидар Джурашевич Томислав Ракич | Чехословакия Мирослав Филип Людек Пахман Ладислав Алстер Франтишек Зита Юлиус Козма Ян Шефц Йиржи Фихтл Франтишек Питхарт Йозеф Рейфирж Ярослав Ежек Франтишек Блатны Максимилиан Уйтелки |
| 1961 | Оберхаузен ФРГ Подробности         | СССР Михаил Ботвинник Михаил Таль Пауль Керес Тигран Петросян Василий Смыслов Виктор Корчной Ефим Геллер Марк Тайманов Лев Полугаевский Семён Фурман Александр Толуш Владимир Багиров          | Югославия Светозар Глигорич Петар Трифунович Александр Матанович Марио Берток Милан Матулович Мийо Удовчич Драголюб Чирич Борислав Милич Сречко Неделькович Драголюб Минич Дражен Марович Божидар Джурашевич   | Венгрия Ласло Сабо Лайош Портиш Гедеон Барца Иштван Билек Тибор Флориан Карой Хонфи Эрвин Хааг Йожеф Погач Дёжё Форинтош Левенте Лендьел Йожеф Сий Ласло Наваровский                      |
| 1965 | Гамбург ФРГ Подробности            | СССР Тигран Петросян Михаил Ботвинник Виктор Корчной Василий Смыслов Давид Бронштейн Леонид Штейн Марк Тайманов Юрий Авербах Николай Крогиус Исаак Болеславский Анатолий Лейн Анатолий Лутиков | Югославия Борислав Ивков Светозар Глигорич Александр Матанович Милан Матулович Бруно Парма Петар Трифунович Мато Дамянович Мийо Удовчич Драголюб Чирич Драголюб Минич Дражен Марович Иван Булёвчич             | Венгрия Лайош Портиш Ласло Сабо Иштван Билек Левенте Лендьел Гедеон Барца Дёжё Форинтош Карой Хонфи Петер Дей Янош Флеш Дьюла Клюгер Йожеф Погач Ласло Наваровский                        |
| 1970 | Капфенберг Австрия Подробности     | СССР Тигран Петросян Виктор Корчной Лев Полугаевский Ефим Геллер Василий Смыслов Марк Тайманов Михаил Таль Пауль Керес Леонид Штейн Ратмир Холмов Юрий Балашов Айварс Гипслис                  | Венгрия Лайош Портиш Левенте Лендьел Ласло Сабо Гедеон Барца Ласло Барцаи Иштван Билек Петер Дей Иштван Чом Дёжё Форинтош Карой Хонфи Андраш Адорьян Эрвин Хааг                                                | ГДР Вольфганг Ульман Буркхард Малих Райнхарт Фукс Артур Хеннингс Хайнц Либерт Лотар Цинн Фридрих Баумбах Лутц Эспиг Вернер Гольц Лотар Фогт Манфред Шёнеберг Детлеф Нойкирх               |
| 1973 | Бат Англия Подробности             | СССР Борис Спасский Тигран Петросян Виктор Корчной Анатолий Карпов Михаил Таль Василий Смыслов Ефим Геллер Геннадий Кузьмин Владимир Тукмаков Юрий Балашов                                     | Югославия Светозар Глигорич Борислав Ивков Любомир Любоевич Александр Матанович Бруно Парма Альбин Планинц Драголюб Велимирович Милан Матулович Энвер Букич Драголюб Минич                                     | Венгрия Лайош Портиш Ласло Сабо Иштван Билек Золтан Рибли Иштван Чом Дёжё Форинтош Андраш Адорьян Дьюла Сакс Карой Хонфи Янош Томпа                                                       |
| 1977 | Москва СССР Подробности            | СССР Анатолий Карпов Тигран Петросян Лев Полугаевский Михаил Таль Юрий Балашов Ефим Геллер Олег Романишин Виталий Цешковский Иосиф Дорфман Евгений Свешников                                   | Венгрия Лайош Портиш Золтан Рибли Дьюла Сакс Иштван Чом Андраш Адорьян Иван Фараго Ласло Вадас Ласло Барцаи Петер Лукач Ласло Хазаи                                                                            | Югославия Любомир Любоевич Светозар Глигорич Александр Матанович Драголюб Велимирович Бруно Парма Борислав Ивков Энвер Букич Крунослав Хулак Милорад Кнежевич Срджан Марангунич           |
| 1980 | Скара Швеция Подробности           | СССР Анатолий Карпов Михаил Таль Тигран Петросян Лев Полугаевский Ефим Геллер Юрий Балашов Олег Романишин Рафаэль Ваганян Артур Юсупов Гарри Каспаров                                          | Венгрия Лайош Портиш Золтан Рибли Андраш Адорьян Дьюла Сакс Иштван Чом Иван Фараго Ласло Вадас Йожеф Пинтер Петер Лукач Ласло Хазаи                                                                            | Англия Антони Майлс Майкл Стин Джон Нанн Джонатан Спилмен Реймонд Кин Уильям Хартстон Джонатан Местел Роберт Беллин Пол Литтлвуд Саймон Уэбб                                              |
| 1983 | Пловдив Болгария Подробности       | СССР Анатолий Карпов Лев Полугаевский Тигран Петросян Рафаэль Ваганян Александр Белявский Владимир Тукмаков Лев Псахис Олег Романишин Артур Юсупов Ефим Геллер                                 | Югославия Любомир Любоевич Светозар Глигорич Предраг Николич Владимир Ковачевич Боян Кураица Крунослав Хулак Душан Райкович Божидар Иванович Стефан Джурич Мишо Цебало                                         | Венгрия Лайош Портиш Золтан Рибли Дьюла Сакс Йожеф Пинтер Андраш Адорьян Иштван Чом Иван Фараго Аттила Гроспетер Аттила Шнейдер Тамаш Хорват                                              |
| 1989 | Хайфа Израиль Подробности          | СССР Валерий Салов Александр Белявский Рафаэль Ваганян Михаил Гуревич Борис Гельфанд Лев Полугаевский Вячеслав Эйнгорн Владимир Тукмаков                                                       | Югославия Иван Соколов Крунослав Хулак Богдан Лалич Миодраг Тодорчевич Владимир Ковачевич Драган Барлов Огнен Цвитан Стефан Джурич                                                                             | ФРГ Роберт Хюбнер Властимил Горт Эрик Лоброн Штефан Киндерман Маттиас Вальс Йёрг Хикль Клаус Бишофф Стефан Мор                                                                            |
| 1992 | Дебрецен Венгрия Подробности       | Россия Гарри Каспаров Евгений Бареев Владимир Крамник Алексей Дреев Алексей Выжманавин | Украина Василий Иванчук Александр Белявский Олег Романишин Вячеслав Эйнгорн Игорь Новиков | Англия Найджел Шорт Джонатан Спилмен Майкл Адамс Джон Нанн Антони Майлс |
| 1997 | Пула Хорватия Подробности          | Англия Найджел Шорт Майкл Адамс Джонатан Спилмен Мэттью Садлер Джулиан Ходжсон | Россия Евгений Бареев Пётр Свидлер Вадим Звягинцев Игорь Глек Юрий Якович | Армения Владимир Акопян Рафаэль Ваганян Смбат Лпутян Арташес Минасян Ашот Анастасян |
| 1999 | Батуми Грузия Подробности          | Армения Смбат Лпутян Арташес Минасян Ашот Анастасян Левон Аронян Аршак Петросян | Венгрия Петер Леко Юдит Полгар Золтан Альмаши Александр Чернин Йожеф Пинтер | Германия Артур Юсупов Роберт Хюбнер Рустем Даутов Кристофер Луц Кристиан Габриель |
| 2001 | Леон Испания Подробности           | Нидерланды Люк Ван Вели Йерун Пикет Сергей Тивяков Эрик Ван ден Дул Фрисо Нейбур | Франция Этьен Бакро Жоэль Лотье Кристиан Бауэр Жан-Марк Дегрев Лоран Фрессине | Германия Кристофер Луц Роберт Хюбнер Геральд Хертнек Клаус Бишофф Райнер Буман |
| 2003 | Пловдив Болгария Подробности       | Россия Пётр Свидлер Евгений Бареев Александр Грищук Александр Морозевич Александр Халифман | Израиль Борис Гельфанд Илья Смирин Эмиль Сутовский Борис Аврух Михаил Ройз | Грузия Зураб Азмайпарашвили Баадур Джобава Михаил Мчедлишвили Георгий Качеишвили Мераб Гагунашвили                                                                                        |
| 2005 | Гётеборг Швеция Подробности        | Нидерланды Люк Ван Вели Иван Соколов Сергей Тивяков Ян Тимман Эрик Ван ден Дул | Израиль Борис Гельфанд Эмиль Сутовский Илья Смирин Борис Аврух Сергей Эренбург | Франция Этьен Бакро Жоэль Лотье Иосиф Дорфман Лоран Фрессине Кристиан Бауэр |
| 2007 | Ираклион Греция Подробности        | Россия · Пётр Свидлер · Александр Морозевич · Александр Грищук · Евгений Алексеев · Дмитрий Яковенко                                                                                           | Армения · Левон Аронян · Владимир Акопян · Габриэл Саркисян · Карен Асрян · Смбат Лпутян | Азербайджан · Шахрияр Мамедьяров · Теймур Раджабов · Вугар Гашимов · Гадир Гусейнов · Рауф Мамедов                                                                                        |
| 2009 | Нови-Сад Сербия Подробности        | Азербайджан · Теймур Раджабов · Вугар Гашимов · Гадир Гусейнов · Шахрияр Мамедъяров · Рауф Мамедов                                                                                             | Россия · Пётр Свидлер · Александр Морозевич · Дмитрий Яковенко · Евгений Алексеев · Евгений Томашевский | Украина · Павел Эльянов · Андрей Волокитин · Захар Ефименко · Юрий Дроздовский · Юрий Криворучко                                                                                          |
| 2011 | Порто Каррас Греция Подробности    | Германия Аркадий Найдич Георг Майер Даниэль Фридман Ян Густафссон Райнер Буман | Азербайджан Теймур Раджабов Вугар Гашимов Шахрияр Мамедьяров Гадир Гусейнов Эльтадж Сафарли | Венгрия Петер Леко Золтан Альмаши Ференц Беркеш Чаба Балог Золтан Дьимеши |
| 2013 | Варшава Польша Подробности         | Азербайджан Шахрияр Мамедъяров Теймур Раджабов Эльтадж Сафарли Рауф Мамедов Гадир Гусейнов | Франция Этьен Бакро Максим Вашье-Лаграв Ромен Эдуар Владислав Ткачёв Хишам Хамдуши | Россия Александр Грищук Пётр Свидлер Александр Морозевич Евгений Томашевский Дмитрий Андрейкин                                                                                            |
| 2015 | Рейкьявик Исландия Подробности     | Россия Пётр Свидлер Александр Грищук Евгений Томашевский Ян Непомнящий Дмитрий Яковенко | Армения · Левон Аронян · Габриэл Саркисян · Сергей Мовсесян · Грант Мелкумян · Карен Григорян | Венгрия Петер Леко Рихард Раппорт Золтан Альмаши Ференц Беркеш Чаба Балог |
| 2017 | Крит Греция Подробности            | Азербайджан Шахрияр Мамедъяров Теймур Раджабов Аркадий Найдич Рауф Мамедов Гадир Гусейнов | Россия Александр Грищук Ян Непомнящий Никита Витюгов Максим Матлаков Даниил Дубов | Украина Павел Эльянов Юрий Криворучко Руслан Пономарёв Юрий Кузубов Мартын Кравцив |
| 2019 | Батуми Грузия Подробности          | Россия Дмитрий Андрейкин Никита Витюгов Кирилл Алексеенко Максим Матлаков Даниил Дубов | Украина Василий Иванчук Юрий Кузубов Андрей Волокитин Александр Моисеенко Владимир Онищук | Англия Майкл Адамс Люк Макшейн Дейвид Хауэлл Гавейн Джонс Николас Перт |
| 2021 | Чатеж-об-Сави Словения Подробности | Украина Антон Коробов Андрей Волокитин Юрий Кузубов Кирилл Шевченко Владимир Онищук | Франция Алиреза Фирузджа Максим Вашье-Лаграв Этьен Бакро Максим Лагард Жюль Муссар | Польша Ян-Кшиштоф Дуда Радослав Войташек Кацпер Пёрун Войцех Моранда Павел Тецлаф |
| 2023 | Будва Черногория Подробности       | Сербия Александр Предке Алексей Сарана Александар Инджич Роберт Маркуш Велимир Ивич | Германия Винсент Каймер Расмус Сване Маттиас Блюбаум Александр Донченко Дмитрий Колларс | Армения Айк Мартиросян Габриэл Саркисян Грант Мелкумян Шант Саргсян Самвел Тер-Саакян |

### Женщины
| Год  | Место проведения                   | Золото                                                                                                | Серебро                                                                                           | Бронза                                                                                               |
| 1992 | Дебрецен Венгрия Подробности       | Украина Алиса Галлямова Марта Литинская Ирина Челушкина                                               | Грузия Кетеван Арахамия Нино Гуриели Кетеван Кахиани                                              | Азербайджан Фируза Велиханлы Илаха Кадымова                                                          |
| 1997 | Пула Хорватия Подробности          | Грузия Майя Чибурданидзе Нана Иоселиани Кетеван Арахамия                                              | Румыния Корина Пептан Кристина Фойшор Елена Косма                                                 | Англия Сьюзан Лалич Харриет Хант Рут Шелдон                                                          |
| 1999 | Батуми Грузия Подробности          | Словакия Зузана Гагарова Регина Покорна Алена Бекяризова                                              | Югославия Алиса Марич Наташа Бойкович Мария Манакова                                              | Румыния Корина Пептан Елена Косма Жидония Вайда                                                      |
| 2001 | Леон Испания Подробности           | Франция Мария Непеина-Леконт Мари Себаг Роза Лаллеман                                                 | Молдова Эльмира Скрипченко-Лотье Светлана Петренко                                                | Англия Харриет Хант Джованка Хуска Сьюзан Лалич                                                      |
| 2003 | Пловдив Болгария Подробности       | Армения Элина Даниелян Лилит Мкртчян Нелли Агинян                                                     | Венгрия Елена Дембо Жидония Вайда Анита Гара                                                      | Россия Алиса Галлямова Светлана Матвеева Александра Костенюк                                         |
| 2005 | Гётеборг Швеция Подробности        | Польша Ивета Радзиевич Моника Соцко Йолянта Завадская Иоанна Двораковска Марта Зилинска               | Грузия Майя Чибурданидзе Нино Хурцидзе Майя Ломинейшвили Нана Дзагнидзе Кетеван Арахамия-Грант    | Россия Александра Костенюк Надежда Косинцева Екатерина Ковалевская Татьяна Косинцева Алиса Галлямова |
| 2007 | Ираклион Греция Подробности        | Россия Александра Костенюк Татьяна Косинцева Надежда Косинцева Екатерина Ковалевская Екатерина Корбут | Польша Моника Соцко Ивета Райлих Йолянта Завадская Иоанна Двораковска Марта Пжезджецка            | Армения Элина Даниелян Лилит Мкртчян Нелли Агинян Сирануш Андриасян Лиана Агабекян                   |
| 2009 | Нови-Сад Сербия Подробности        | Россия Александра Костенюк Татьяна Косинцева Надежда Косинцева Марина Романько Валентина Гунина       | Грузия Нана Дзагнидзе Лейла Джавахишвили Сопико Хухашвили Нино Хурцидзе Бела Хотенашвили          | Украина Екатерина Лагно Наталья Жукова Анна Ушенина Инна Гапоненко Наталья Здебская                  |
| 2011 | Порто Каррас Греция Подробности    | Россия Надежда Косинцева Татьяна Косинцева Валентина Гунина Александра Костенюк Наталья Погонина      | Польша Моника Соцко Йолянта Завадская Иоанна Майдан Карина Щепковска Катаржина Тома               | Грузия Нана Дзагнидзе Лейла Джавахишвили Нази Паикидзе Нино Хурцидзе Саломе Мелия                    |
| 2013 | Варшава Польша Подробности         | Украина Екатерина Лагно Анна Ушенина Мария Музычук Наталья Жукова Инна Яновская                       | Россия Александра Костенюк Валентина Гунина Наталья Погонина Ольга Гиря Александра Горячкина      | Польша Моника Соцко Иоанна Майдан Ивета Райлих Йолянта Завадская Карина Щепковска                    |
| 2015 | Рейкьявик Исландия Подробности     | Россия Александра Костенюк Екатерина Лагно Валентина Гунина Александра Горячкина Анастасия Боднарук   | Украина Анна Музычук Мария Музычук Наталья Жукова Анна Ушенина Инна Яновская                      | Грузия Нана Дзагнидзе Бела Хотенашвили Лейла Джавахишвили Нино Бациашвили Мери Арабидзе              |
| 2017 | Крит Греция Подробности            | Россия Александра Костенюк Екатерина Лагно Валентина Гунина Ольга Гиря Александра Горячкина           | Грузия Нана Дзагнидзе Нино Бациашвили Бела Хотенашвили Лейла Джавахишвили Саломе Мелия            | Украина Анна Музычук Наталья Жукова Анна Ушенина Инна Гапоненко Юлия Осьмак                          |
| 2019 | Батуми Грузия Подробности          | Россия Александра Горячкина Екатерина Лагно Ольга Гиря Валентина Гунина Алина Кашлинская              | Грузия Нана Дзагнидзе Лейла Джавахишвили Бела Хотенашвили Мери Арабидзе Саломе Мелия              | Азербайджан Гюнай Мамедзаде Ханым Баладжаева Ульвия Фаталиева Гюльнар Мамедова Тюркан Мамедъярова    |
| 2021 | Чатеж-об-Сави Словения Подробности | Россия Александра Горячкина Екатерина Лагно Валентина Гунина Полина Шувалова Алина Кашлинская         | Грузия Нана Дзагнидзе Лейла Джавахишвили Мери Арабидзе Саломе Мелия Сопио Гветадзе                | Азербайджан Гюнай Мамедзаде Гюльнар Мамедова Ханым Баладжаева Ульвия Фаталиева Говхар Бейдуллаева    |
| 2023 | Будва Черногория Подробности       | Болгария Антоанета Стефанова Нургюл Салимова Виктория Радева Гергана Пейчева Белослава Крастева       | Азербайджан Гюнай Мамедзаде Ульвия Фаталиева Говхар Бейдуллаева Ханым Баладжаева Гюльнар Мамедова | Франция Дейманте Даулите-Корнетт Софи Милье Митра Хеджазипур Полин Гишар Анастасия Савина            |

## Статистика
| Место           | Страна          | Золото | Серебро | Бронза | Всего |
| --------------- | --------------- | ------ | ------- | ------ | ----- |
| 1               | СССР            | 9      | 0       | 0      | 9     |
| 2               | Россия          | 5      | 3       | 1      | 9     |
| 3               | Азербайджан     | 3      | 1       | 1      | 5     |
| 4               | Нидерланды      | 2      | 0       | 0      | 2     |
| 5               | Армения         | 1      | 2       | 2      | 5     |
| 5               | Украина         | 1      | 2       | 2      | 5     |
| 7               | Германия        | 1      | 1       | 3      | 5     |
| 8               | Англия          | 1      | 0       | 3      | 4     |
| 9               | Сербия          | 1      | 0       | 0      | 1     |
| 10              | Югославия       | 0      | 6       | 1      | 7     |
| 11              | Венгрия         | 0      | 4       | 6      | 10    |
| 12              | Франция         | 0      | 3       | 1      | 4     |
| 13              | Израиль         | 0      | 2       | 0      | 2     |
| 14              | ГДР             | 0      | 0       | 1      | 1     |
| 14              | Грузия          | 0      | 0       | 1      | 1     |
| 14              | Польша          | 0      | 0       | 1      | 1     |
| 14              | Чехословакия    | 0      | 0       | 1      | 1     |
| Всего стран: 17 | Всего стран: 17 | 24     | 24      | 24     | 72    |

| Место           | Страна          | Золото | Серебро | Бронза | Всего |
| --------------- | --------------- | ------ | ------- | ------ | ----- |
| 1               | Россия          | 7      | 1       | 2      | 10    |
| 2               | Украина         | 2      | 1       | 2      | 5     |
| 3               | Грузия          | 1      | 6       | 2      | 9     |
| 4               | Польша          | 1      | 2       | 1      | 4     |
| 5               | Армения         | 1      | 0       | 1      | 2     |
| 5               | Франция         | 1      | 0       | 1      | 2     |
| 7               | Болгария        | 1      | 0       | 0      | 1     |
| 7               | Словакия        | 1      | 0       | 0      | 1     |
| 9               | Азербайджан     | 0      | 1       | 3      | 4     |
| 10              | Румыния         | 0      | 1       | 1      | 2     |
| 11              | Венгрия         | 0      | 1       | 0      | 1     |
| 11              | Молдова         | 0      | 1       | 0      | 1     |
| 11              | Югославия       | 0      | 1       | 0      | 1     |
| 14              | Англия          | 0      | 0       | 2      | 2     |
| Всего стран: 14 | Всего стран: 14 | 15     | 15      | 15     | 45    |